# Elvis Kafoteka
Elvis Kafoteka (Lilongüe, Malaui, 17 de enero de 1978) es un exfutbolista de Malaui que jugaba en la posición de lateral derecho.

## Carrera

### Club
| Periodo   | Club                |
| --------- | ------------------- |
| 2005-2007 | CIVO United         |
| 2008      | Bulova Rangers      |
| 2008–2009 | Super ESCOM         |
| 2010–2012 | APR FC              |
| 2012-2013 | Mighty Wanderers FC |
| 2013-2014 | Moyale Barracks FC  |

### Selección nacional
Jugó para Malaui en 48 ocasiones de 2005 a 2011 y anotó tres goles; uno de esos goles fue en la victoria por 3-0 ante Argelia en Luanda por la Copa Africana de Naciones 2010. Es conocido por ser uno de los mejores laterales derechos del país.

## Logros
- Primera División de Ruanda (2): 2011, 2012
- Copa de Ruanda (2): 2011, 2012
- Copa Interclubes Kagame (1): 2010
- Copa de Malaui (2): 2012, 2013